# Jardines de San Sebastián
Jardines de San Sebastián es una localidad del estado mexicano de Jalisco. Es parte del municipio de Tlajomulco de Zúñiga.

## Demografía
| Censo | Población |
| ----- | --------- |
| 2000  | 3 350     |
| 2010  | 3 513     |
| 2020  | 5 131     |